# Commissioners' Plan van 1811

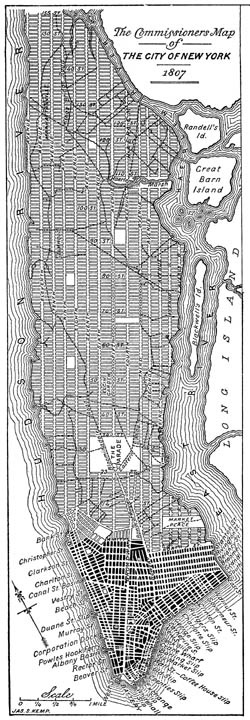
Het opnieuw getekende Commissioners' Plan van de versie uit 1807

Het Commissioners’ Plan van 1811 was een voorstel van de regering van de Amerikaanse staat New York om de straten in Manhattan in de stad New York in te delen volgens een vast patroon, waardoor het land tussen 14th Street en Washington Heights ordelijk ontwikkeld en verkocht kon worden. Het plan werd aangenomen in 1811 en is ongetwijfeld het beroemdste gebruik van het schaakbordpatroon. Het wordt door veel historici beschouwd als visionair en verreikend. Anderen hebben het bekritiseerd, omdat zij het patroon monotoon vinden in vergelijking met de onregelmatige straatpatronen van oudere steden.
Het moet vermeld worden dat Central Park, het grote park midden in Manhattan, dat loopt van Eighth Avenue tot Fifth Avenue en van 59th Street tot 110th Street, geen onderdeel van dit plan is. Over Central Park werd namelijk pas na 1853 gesproken. Er waren wel een aantal kleine onderbrekingen in het schaakbordpatroon, zoals een park genaamd Parade, tussen 23rd Street en 33rd Street.
Het plan werd geformuleerd door drie leden van de commissie: gouverneur Morris, de jurist John Rutherfurd en de landmeter Simeon De Witt.
Het plan bestond uit een regelmatig patroon van straten, zonder rekening te houden met de topografie van het eiland zelf. Zestien genummerde en geletterde avenues liepen van noord naar zuid, ongeveer parallel aan de rivier de Hudson. De avenues begonnen met aan de oostkant First Avenue (Eerste Avenue) en liepen tot Twelfth Avenue (Twaalfde Avenue) aan de westkant, behalve aan de noord- en zuidelijke uiteinden van het eiland.
Iedere avenue was 30 meter breed. Tussen de avenues in het midden van het eiland zat 281 meter ruimte, en de avenues aan de waterkant lagen wat dichter bij elkaar. Het idee hierachter was dat een straat vlak bij de pieren meer waarde had dan in het centrum, omdat de waterkant in die tijd de plek was van de handel en de industrie.
Ook zijn er 155 orthogonale dwarsliggende straten, om de ruimte bij de grens met de oude percelen op te vullen.
De genummerde straten lopen van oost naar west en zijn 18 meter breed met ongeveer 61 meter ruimte tussen de straten. Dit resulteerde in ongeveer 2.000 lange nauwe blokken. Vijftien straten kregen een breedte van 30 meter, 14th, 23rd, 34th, 42nd, 57th, 72nd, 86th, 96th, 106th, 116th, 125th, 135th, 145th en 155th Streets.